# 팔뤼봉
피츠 팔뤼(Piz Palü) 또는 팔뤼봉은 스위스와 이탈리아 사이에 위치한 알프스의 베르니나산맥에 있는 산이다. 서쪽에서 동쪽으로 이어지는 능선에 3개의 주요 봉우리로 구성된 거대한 빙하 대산괴이다. 주(및 중앙) 정상은 높이가 3,900m이며, 스위스 그라우뷘덴주 내에 위치하지만, 이탈리아 롬바르디아주와의 경계가 거의 같은 높이(3,898m)에서 서쪽으로 약 100m 뻗어 있다. 서쪽 정상(3,823m, 국경선)은 피츠 스피나스(Piz Spinas)라고 불리며, 얼음으로 덮이지 않은 유일한 정상이다. 동쪽 정상(3,882m, 스위스 내)은 피츠 팔뤼 오리엔탈(Piz Palü Orientale)로 명명되었다. 팔뤼(Palü)라는 이름은 ‘늪’을 의미하는 라틴어 팔루스(Palus)에서 유래했으며, 산의 이름은 동쪽으로 약 4km 떨어진 고산 목초지인 알페 팔뤼(Alpe Palü)의 이름을 따서 명명되었다고 한다.

## 등반사
1835년 8월 12일 일찍이 오스발트 헤어(Oswald Heer), 피터(Peter)와 M. 플루리(M. Flury)가 가이드 요한 마두츠(Johann Madutz)와 지안 마르셰 콜라니(Gian Marchet Colani)(베르니나의 샤무아 왕)와 함께 3,882m의 동쪽 봉우리를 등정했다. 이것은 산의 가장 높은 정상이었다. 이것은 여전히 스위스에서 정상적인 경로이며, 중앙 봉우리까지 쉽게 횡단한다. 1864년 7월 24일 에드워드 N. 벅스튼, WF 딕비, 윌리엄 홀, J. 요한스톤, 몬테규 우드마스가 폰트레시나와 함께 동쪽 정상의 두 번째 등정을 했다. 페터 예니, 알렉산더 플루리 및 JB 발터를 안내한다. 이 그룹은 거의 30년 전에 등정을 알지 못했고, 또한 가장 높은 정상에 도달했다고 믿었다.(정상에 대한 비전이 없었다). 이탈리아(남쪽) 쪽에서 접근하여 4주 후(1864년 8월 17일) DW 프레쉬필드, JD 워커 및 RM 비치크로프트는 가이드 프랑수아 드부아수와 함께 중앙 정상과 동쪽 정상 사이의 고개를 올랐지만, 후자의 정상을 다시 오르기로 결정했다.
중앙 및 가장 높은 봉우리(때로는 Muot da Palü라는 이름으로 구별됨)에 처음 도달한 시기는 불확실하다. 로빈 콜롱브<ref>Collomb, Robin, Bernina Alps, Goring: West Col Productions, 1988</ref는 이것이 1866년에 케넬름 에드워드 딕비가 앞서 언급한 가이드 페터 예니와 포터와 함께 만들었다고 믿는다. 그것은 확실히 1868년 6월 28일 아돌푸스 워버튼 무어, 호레이스 워커 야코프 안데레그가 등반을 마쳤다. 불과 4주 후 헤렌 알베르트 바힐러, 발너, 조지는 1868년 7월 22일 가이드 한스와 크리스티안 그라스와 함께 세 봉우리를 모두 횡단했다.

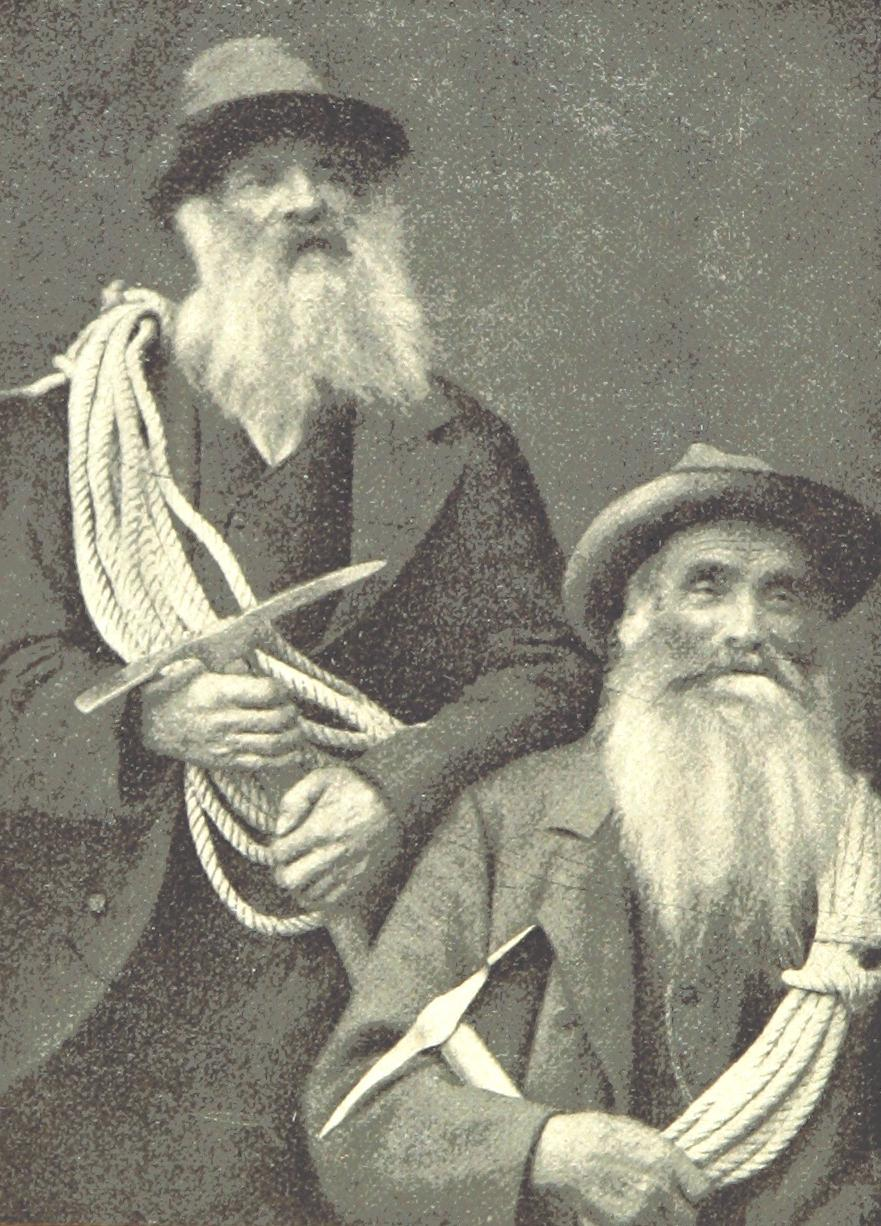
폰트레시나의 한스와 크리스티안 그라스

산은 산악 영화의 개척자 아르놀트 팡크와 게오르크 빌헬름 팝스트가 공동 감독하고, 젊은 레니 리펜슈탈이 주연을 맡은 영화 〈화이트 헬 오브 피츠 팔뤼〉(The White Hell of Pitz Palu, 1929)에서 어느 정도 유명해졌다.